# Efeito ideomotor
Efeito ideomotor é a influência da sugestão sobre movimentos corporais involuntários e inconscientes. O fenômeno foi originalmente descrito pelo naturalista britânico William Benjamin Carpenter em 1852, em um artigo sobre radiestesia. Porém, o químico francês Michel Eugène Chevreul havia se deparado com a mesma ideia já em 1808.

## Experimentos envolvendo o efeito ideomotor

### O experimento de Michel Eugène Chevreul

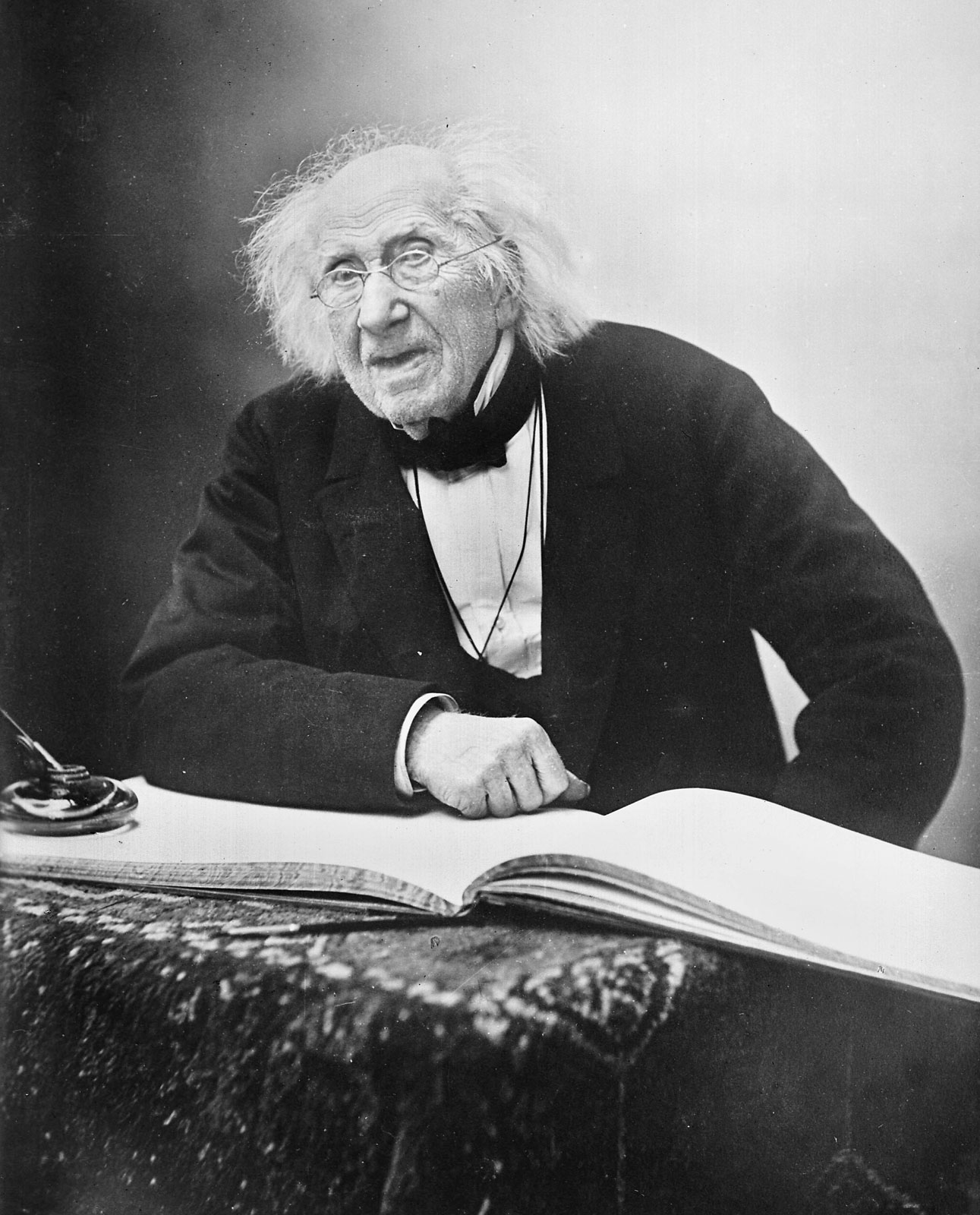
Michel Chevreul teve contato com o efeito ideomotor em 1808

Em 1808, um químico chamado Gerboin de Estrasburgo escreveu um livro sobre a utilização de pêndulos para realizar análises químicas. O método consistia em manter um pequeno anel de metal, seguro por um cordão delgado sobre uma placa inscrita com as letras do alfabeto. O anel supostamente se moveria em direção às letras da substância a ser examinada, da mesma forma em que hoje o tabuleiro Ouija responde às perguntas de participantes das sessões.[carece de fontes?]
Chevreul se espantou com os resultados dos testes com o novo método, a princípio surpreendentes, mas manteve-se cético. Inicialmente, ele utilizou o pêndulo sobre uma placa de mercúrio e observou que o pêndulo continuava funcionando. Em uma segunda etapa, percebeu que quando o mercúrio era coberto por uma placa de vidro, o anel de metal diminuía seu movimento até parar. Finalmente, repetiu a primeira experiência com os olhos vendados, pedindo a um assistente para colocar e retirar a placa de vidro sem que ele soubesse. O resultado foi que o anel não se movia, não importando se havia ou não a placa de vidro.[carece de fontes?]
Como conclusão para o experimento, Michel escreveu: "Enquanto eu acreditava que o movimento era possível, ele aconteceu; mas depois de descobrir suas causas eu não conseguia mais reproduzi-lo". De acordo com ele, seus experimentos mostram como é fácil "ver ilusões como verdades, sempre que somos confrontados com fenômenos em que os sentidos humanos estão envolvidos em situações mal analisadas".

### O experimento de Michael Faraday

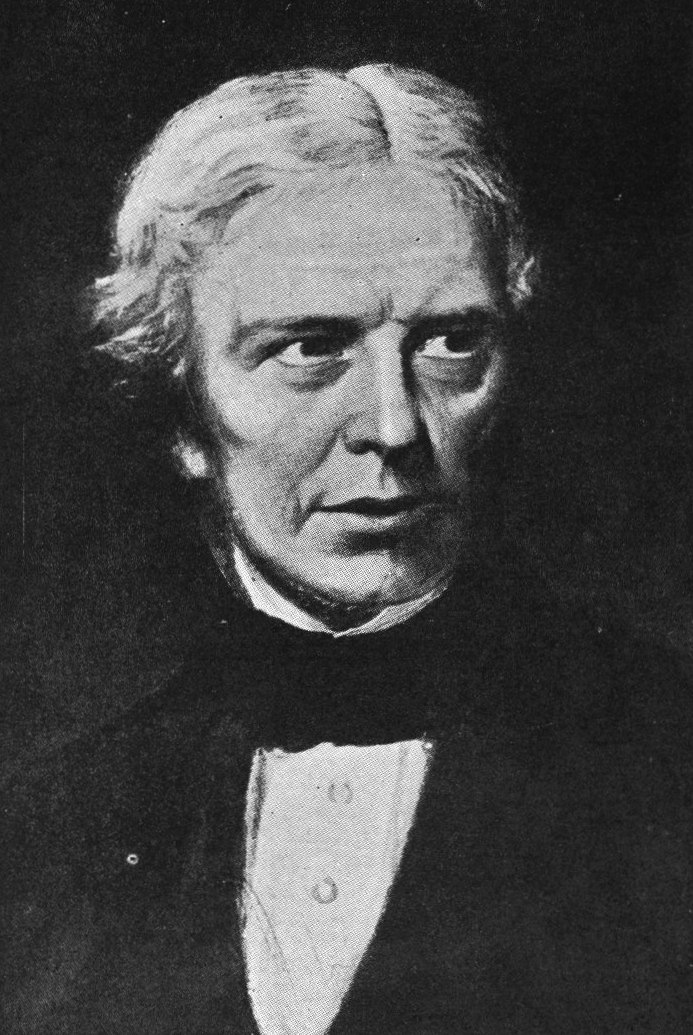
Os experimentos de Michael Faraday com as mesas girantes comprovaram o efeito ideomotor

O físico inglês Michael Faraday envolveu-se em um amplamente divulgado experimento envolvendo as mesas girantes em 1853. Neste fenômeno, pessoas se sentavam em torno de uma mesa redonda com as mãos sobre ela, e, depois de algum tempo, a mesa inclinava-se sobre uma de suas pernas, chegando a mover-se pela sala. Segundo os espíritas, os movimentos são causados por espíritos supostamente desencarnados.
Faraday convidou algumas pessoas que considerava sérias e que haviam participado anteriormente com sucesso de sessões espíritas com mesas girantes. Ele preparou a mesa cobrindo-a com uma pilha de folhas presas por um elástico. As folhas se moviam facilmente, de forma que ficava possível identificar a origem dos movimentos. Assim, Faraday isolou a origem do movimento: a mesa ou as mãos dos participantes.
Segundo Faraday, se a mesa fosse a origem dos movimentos e se movesse da direita para a esquerda, as folhas formariam uma escada subindo da esquerda para a direita, já que a folha em contato com a mesa seria a primeira a se mover. As outras folhas, devido ao atrito com as inferiores, também se moveriam, mas seriam retardadas pelo atrito com as mãos dos participantes do experimento.
Como o físico esperava, o que aconteceu foi o contrário: se a mesa se movia para a esquerda, as folhas formavam uma escada para a esquerda e vice-versa, denunciando que o movimento partia das mãos dos participantes.

### O experimento de Ray Hyman

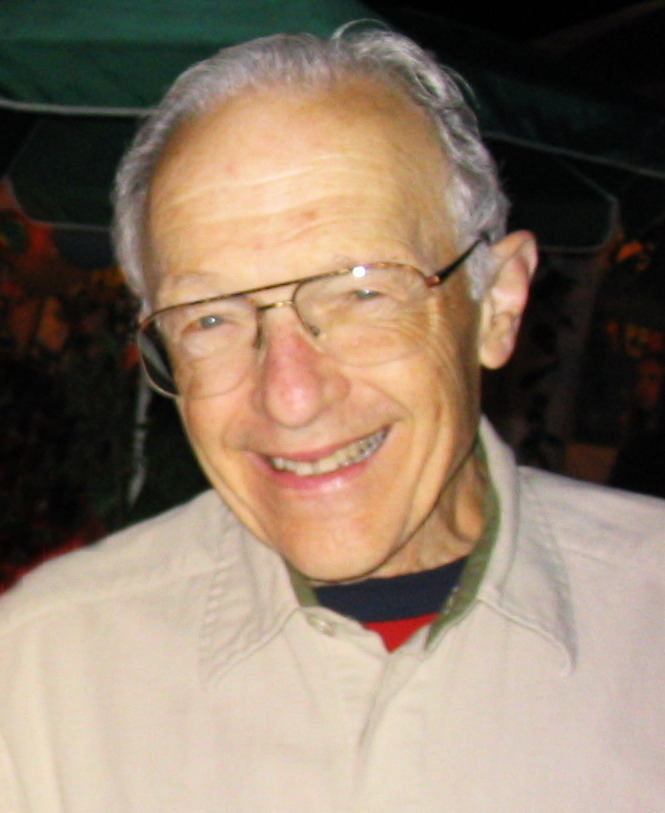
Ray Hyman é um dos pesquisadores contemporâneos do efeito ideomotor

O professor de psicologia Ray Hyman, da Universidade de Oregon, realizou em 1992 um experimento com a finalidade de demonstrar como funciona o efeito ideomotor. Primeiramente, explicou a um grupo de alunos o funcionamento das varinhas de radiestesia em L. Então, andou pela sala, fazendo com que as varinhas se encontrassem em um lugar arbitrário. Depois, pediu para os alunos repetirem a experiência, dizendo que naquele local provavelmente se encontrava uma tubulação de água: quase todos sentiram uma força incomum que fazia com que as varinhas se cruzassem naquele mesmo local. Então, repetiu exatamente a mesma experiência para outro grupo, mas fazendo as varinhas se cruzarem em outro ponto arbitrário. O resultado foi que as varinhas dos alunos se cruzaram também no ponto em que eles acreditavam que elas se cruzariam.

## Consequências
Céticos e cientistas utilizam as demonstrações do efeito ideomotor para explicar fenômenos como os Tabuleiros Ouija, as mesas girantes e vários fenômenos relacionados a radiestesia. O famoso debunker americano James Randi oferece um prêmio de um milhão de dólares a quem provar habilidades paranormais; no rol dos participantes, a grande maioria é de radiestesistas; os experimentos para provar as habilidades dos candidatos são baseados nas ideias dos cientistas que estudaram o efeito ideomotor.
Porém, o efeito ideomotor se manifesta em ocasiões de rotina, como quando, durante uma partida de futebol, "chutamos a poltrona quando o atacante hesita diante do gol" ou quando "procuramos o pedal do freio a cada manobra arriscada do amigo que está no volante".

## Críticas de crentes

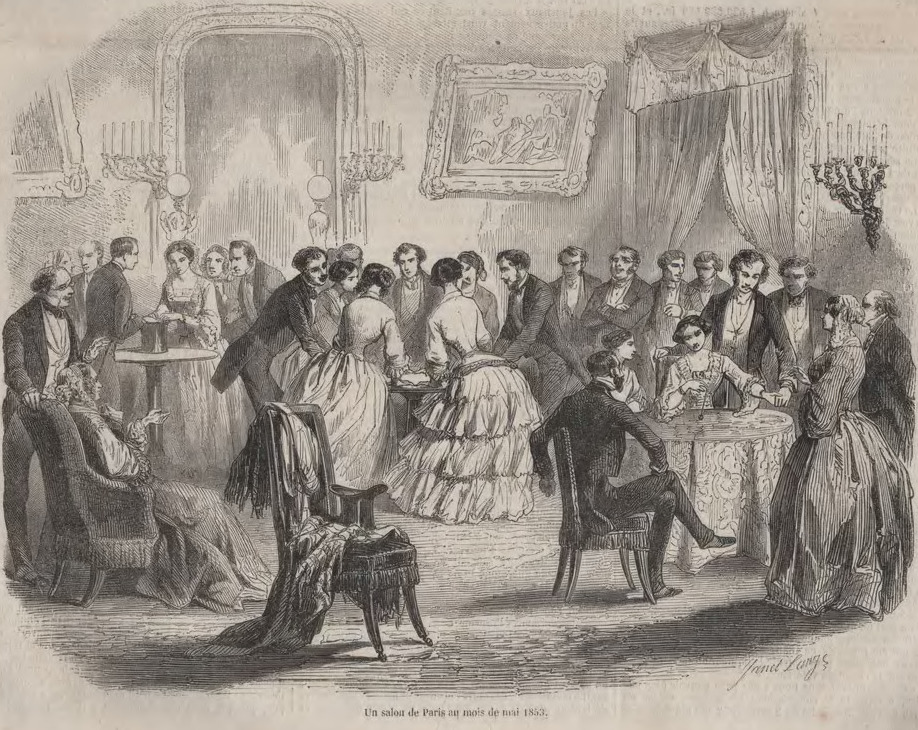
Salão parisiense com pessoas praticando três variações das mesas girantes com um anel, uma mesa e um chapéu. (L'Illustration, Histoire de la semaine, 14 de maio de 1853)

Espiritualistas não aceitam o efeito ideomotor como suficiente para explicar muitos fenômenos parapsicológicos. A associação de radiestesia do Canadá afirma que o efeito radiestésico é provocado pela intuição de quem segura as varinhas, que funcionariam como antenas, aumentando a percepção humana. Outras explicações envolvem anomalias magnéticas ou elétricas, em que a condutividade da pele é um fator predominante. Não há nenhuma evidência científica de qualquer dessas afirmações.
Alfred Russel Wallace, cofundador da Teoria da Evolução com Charles Darwin, acreditava que os experimentos de Faraday com as mesas girantes não eram suficientes para explicar o fenômeno. Ele participou de várias sessões das mesas girantes e acreditava que "há um poder obscuro revelado pelos corpos das pessoas, quando se coloca as mãos sobre uma mesa e nos conectamos através dela". Wallace também disse ter presenciado situações em que as mesas levitaram durante algumas sessões. Já Thomas Henry Huxley, o "buldogue de Darwin", entendia que as pessoas acreditavam nas mesas girantes por causa da ignorância acerca de aspectos básicos da fisiologia humana.
George P. Hansen, em um artigo acadêmico para o Journal of the Society for Psychical Research, fez uma compilação de vários experimentos envolvendo a radiestesia. O resultado a que chegou foi inconclusivo, devido a muitas fraudes e experimentos mal conduzidos e mal documentados.